# Solkongen (album)
 For alternative betydninger, se Solkongen. (Se også artikler, som begynder med Solkongen)
Solkongen er det tredje album af det danske band The Minds of 99, der udkom den 23. februar 2018.
Niels Brandt sagde i et interview med Gaffa om albummet: ”Det er ikke bare en plade, for os er det også en tid – en overgangstid, der også afspejler verden omkring os. En verden, der er ekstremt fragmenteret og sværere at overskue end nogensinde.".

## Numre
| #   | Titel                                   | Længde |
| --- | --------------------------------------- | ------ |
| 1.  | Solkongen                               | 3:14   |
| 2.  | Ung Kniv                                | 3:52   |
| 3.  | I'm Gonna Die                           | 3:15   |
| 4.  | Ubåd                                    | 3:29   |
| 5.  | Guldregn                                | 4:00   |
| 6.  | Alle Skuffer Over Tid                   | 4:42   |
| 7.  | K Før Ærlighed                          | 4:40   |
| 8.  | Stor Som En Sol / Flad Som En Pandekage | 4:07   |
| 9.  | En Engel                                | 4:03   |
| 10. | Ideen Er Død                            | 4:03   |
| 11. | (Tak For I Dag)                         | 4:14   |